# Kaospiloterna
Kaospiloterna är en värderingsbaserad utbildning som ursprungligen kommer från Århus i Danmark. Kaospiloterna har även införts i Bern, Malmö, Oslo, Rotterdam och Stockholm, i olika former. Däribland som en del av Malmö högskola, som ett företag och som en friskola.